# Ropica
Ropica (cz. Ropiceⓘ, niem. Roppitz) – wieś gminna i gmina na Śląsku Cieszyńskim w Czechach, w powiecie Frydek-Mistek, w kraju morawsko-śląskim, nad rzekami Ropiczanką i Olzą.

## Historia
Miejscowość po raz pierwszy wzmiankowana została w łacińskim dokumencie Liber fundationis episcopatus Vratislaviensis (pol. Księga uposażeń biskupstwa wrocławskiego), spisanej za czasów biskupa Henryka z Wierzbna ok. 1305 w szeregu wsi zobowiązanych do płacenia dziesięciny biskupstwu we Wrocławiu, w postaci item in Ropiza. Zapis ten (brak określenia liczby łanów, z których będzie płacony podatek) wskazuje, że wieś była w początkowej fazie powstawania (na tzw. surowym korzeniu), co wiąże się z przeprowadzaną pod koniec XIII wieku na terytorium późniejszego Górnego Śląska wielką akcją osadniczą (tzw. łanowo-czynszową). Wieś politycznie znajdowała się wówczas w granicach utworzonego w 1290 piastowskiego (polskiego) księstwa cieszyńskiego, będącego od 1327 lennem Królestwa Czech, a od 1526 roku w wyniku objęcia tronu czeskiego przez Habsburgów wraz z regionem aż do 1918 roku w monarchii Habsburgów (potocznie Austrii).
Dzięki położeniu na szlaku z Cieszyna do Jabłonkowa następował jej szybki rozwój.
Miejscową parafię katolicką założono jeszcze w XIV lub w pierwszej połowie XV wieku i po raz pierwszy wzmiankowano w sprawozdaniu z poboru świętopietrza sporządzonym przez archidiakona opolskiego Mikołaja Wolffa w 1447 jako jedną z 51 w archiprezbiteracie cieszyńskim (pod nazwą Ropicza). Pierwszy kościół we wsi wybudowano być może już w połowie XIV wieku, zaś obecnie na jego miejscu znajduje się świątynia Zwiastowania Pańskiego w stylu empirowym z 1806. Obok kościoła znajdują się grobowce rodzin Saint Genois d’Anneaucourt i Cselestów.
W 1687 istniała tu już szkoła parafialna, zaś w 1810 hrabina Maria Cselesta na koszt własny wybudowała szkołę murowaną istniejącą do dziś. W 1816 Ropica została odziedziczona przez ród Spensów von Booden.
Pod koniec XVIII wieku Ropica liczyła 732 mieszkańców.
Budowa Kolei Koszycko-Bogumińskiej (1871) oraz jednotorowej linii do Frydku (1886) spowodowała dalszy rozwój wsi.
W 1980 Ropicę przyłączono do Trzyńca, usamodzielniła się ponownie w 2000.

## Pałac w Ropicy
W XV wieku Sobkowie z Kornic wybudowali tu twierdzę, która w XVIII wieku została przebudowana na jednokondygnacyjny pałac barokowy. Około 1810 pałac przebudowano w stylu klasycystycznym i założono park zamkowy. Pałac kolejno przechodził we władanie rodziny baronów Saint Genois, baronów Cselestów, a ostatnimi właścicielami byli baronowie Spens von Booden. Ostatni właściciel – Herman hrabia Künburg – Spens był hodowcą psów, których cmentarzyk w pobliżu pałacuzachował się do dziś. W 1945 majątek upaństwowiono, a po przekazaniu państwowemu gospodarstwu rolnemu nastąpił jego upadek. Po 1989 trafił w prywatne ręce, ale pozbawiony opieki stanowi dziś całkowitą ruinę.
W pierwszej dekadzie XXI wieku pałac miał zostać odbudowany z przeznaczeniem na hotel, jednak ostatecznie do tego nie doszło. W 2009 w wyniku powodzi błyskawicznej zawaliła się środkowa część budynku wraz z dużym fragmentem dachu.
Na początku 2011 pałac zmienił właściciela. W styczniu 2012 roku przykryto część dachu oraz zrekonstruowano zawaloną ścianę.

## Cegielnia

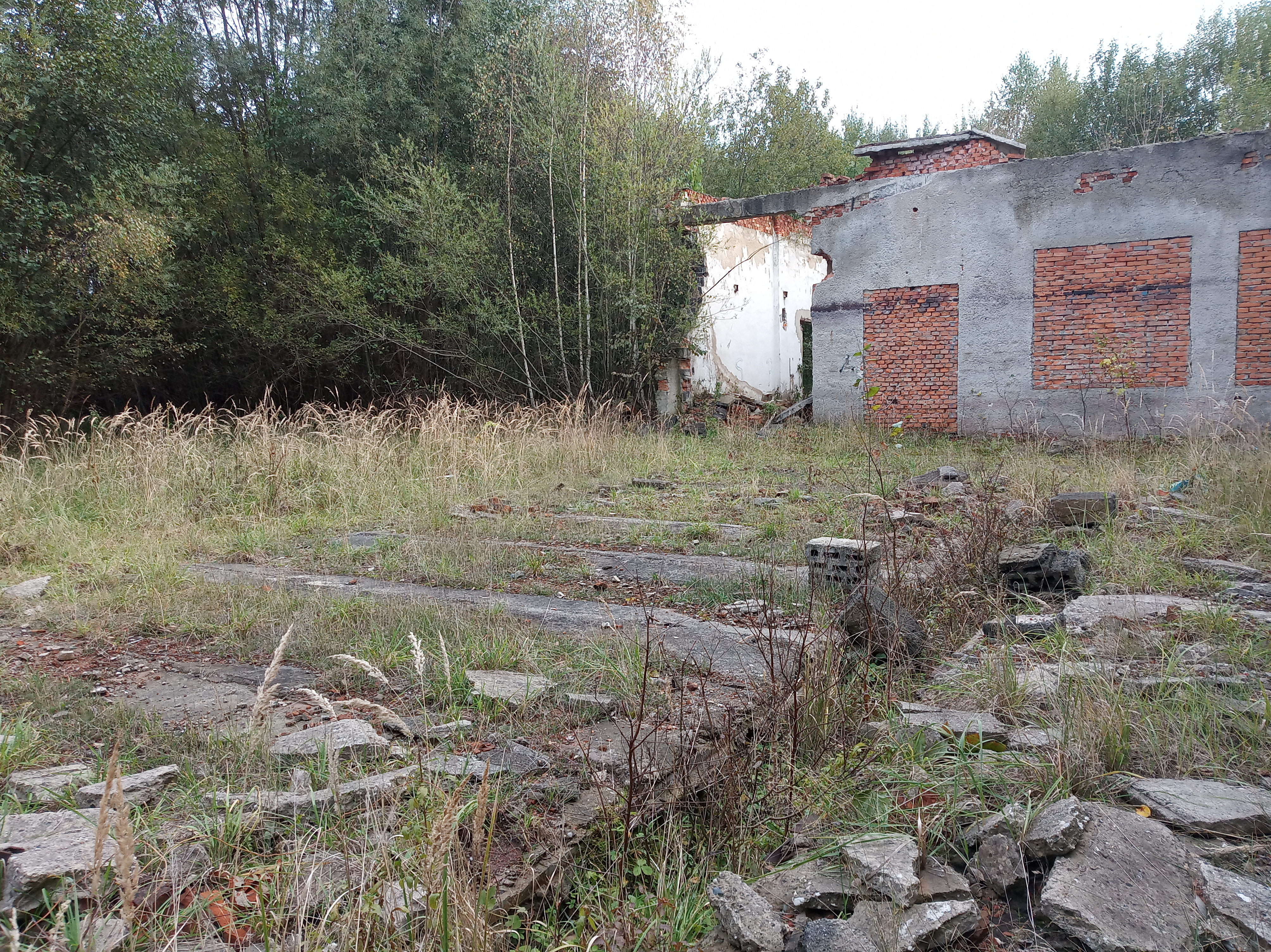
Ruiny cegielni w Ropicy

W 1804 roku w Ropicy powstała cegielnia, której właścicielem był Jerzy Grycz, a następnie Józef Pawlica. Na obszarze 0,88 ha wybudowano szopy, wielki piec oraz tory, po których jeździły specjalne wózki. Podczas I i II wojny światowej nie funkcjonowała. Ponownie otwarto ją w latach 50. XX wieku. Odtąd działała aż do 1979 roku, w którym z powodu wyczerpania się zasobów gliny i nierentowności jej dowozu z dalszych okolic została opuszczona i rozszabrowana. Pozostałe wyrobiska, o głębokości dochodzącej do 7 m, zasypano śmieciami i obsiano trawą. W efekcie po zakładzie pozostały tylko zrujnowane budynki fabryczne.
Glinę na cegły (tzw. celinę) robotnicy pozyskiwali nieopodal obiektów cegielni no, Najpierw robotnicy kopali, po czym nakładali ją na duże wózki o masie około 150 kg, pchane przez dwie dorosłe osoby. Celinę mieszano z wodą, następnie gniotło i lisowało, a na koniec krojono na cegły szeroką drucianą siatką. Na cześć Jerzego Grycza na cegłach wytłaczano dużą literę G. Mokre cegły układano na półki w szopach, gdzie je suszono dymem z komina specjalnie zakupionej w tym celu nieczynnej, opalanej węglem lokomotywy parowej. Suche cegły wywożono do wielkiego pieca z wysokim kominem. Wielki piec, również opalany węglem, w kształcie koła /opony/ o średnicy około 15 metrów, był podzielony na 5 kolejno podgrzewanych komór. Po ostygnięciu wypalone cegły nakładano na wózki i odwożono na dworzec w Ropicy. W czasie transportu wiele cegieł rozpadało się, w związku z czym sprzedawano je ze zniżką. W kierunku powrotnym (do cegielni) transportowano węgiel.
Na początku lat 70. XX wieku cegielnia produkowała średnio 107 milionów czerwonych cegieł. Większość budowli oraz domów w Ropicy jest zbudowana z cegieł pochodzących z tutejszej cegielni.

## Dziś
W korycie Ropiczanki można znaleźć kryształy celestynu, we wsi zbudowano także nowoczesne pole golfowe. W Ropicy mieszka 65,8% Czechów oraz 28,9% Polaków. Mieszkańcy pracują także w hucie w pobliskim Trzyńcu.

## Znani ludzie urodzeni w Ropicy
- W miejscowości w 1871 roku urodził się polski rzeźbiarz, medalier oraz pedagog Jan Raszka[21] .

## Galeria

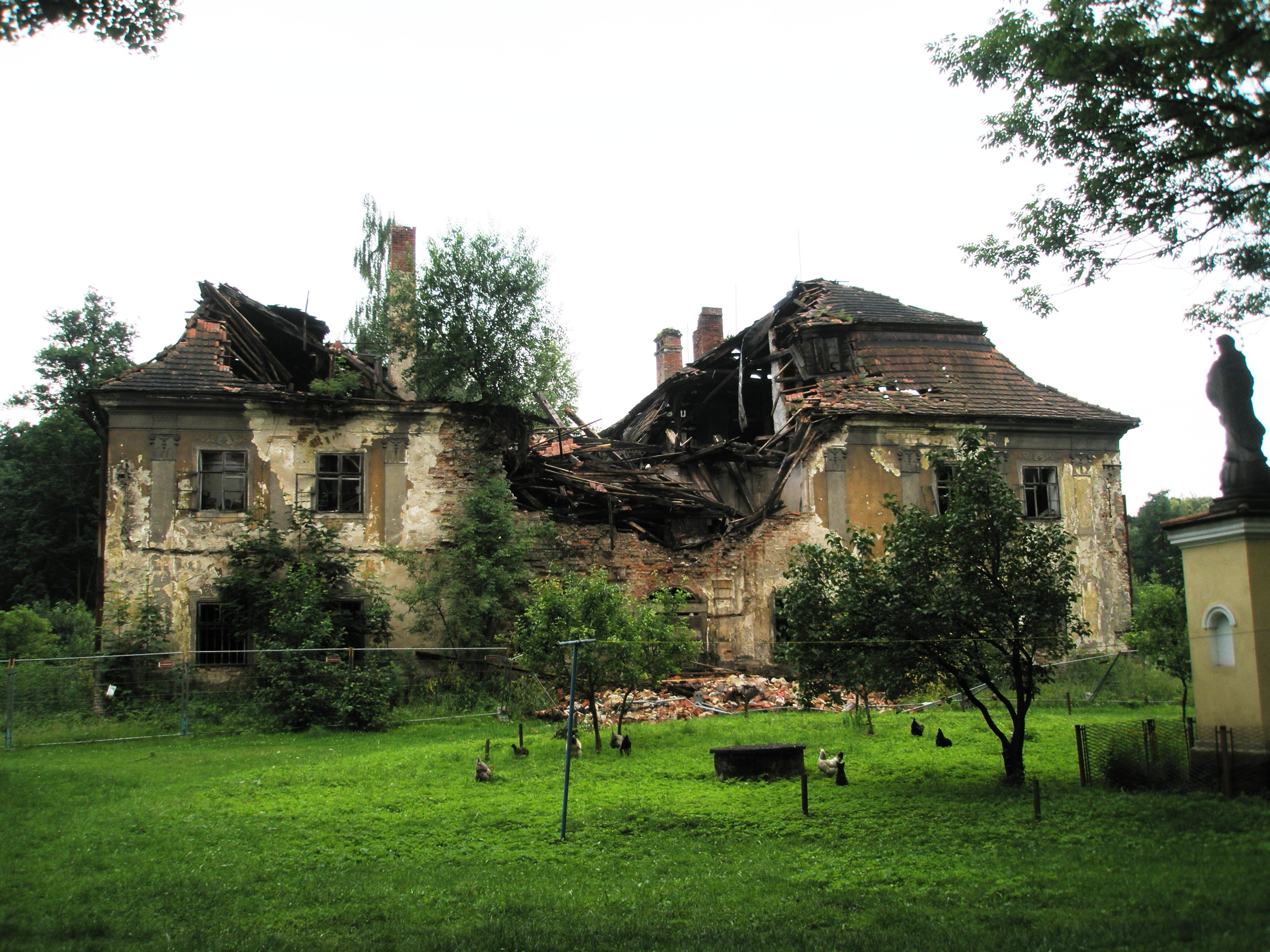
Ruiny pałacu w 2009
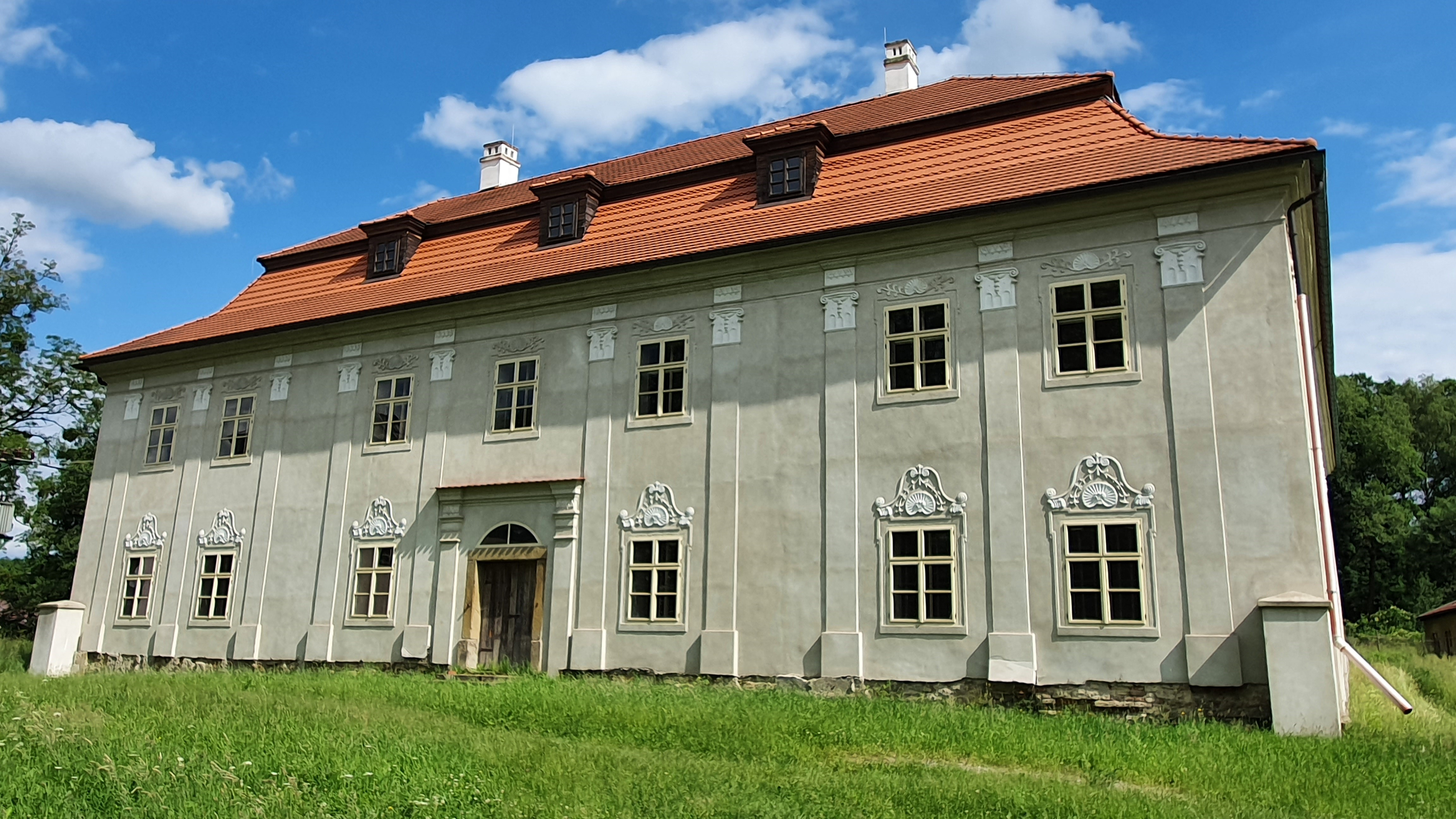
Odnowiony pałac w czerwcu 2022
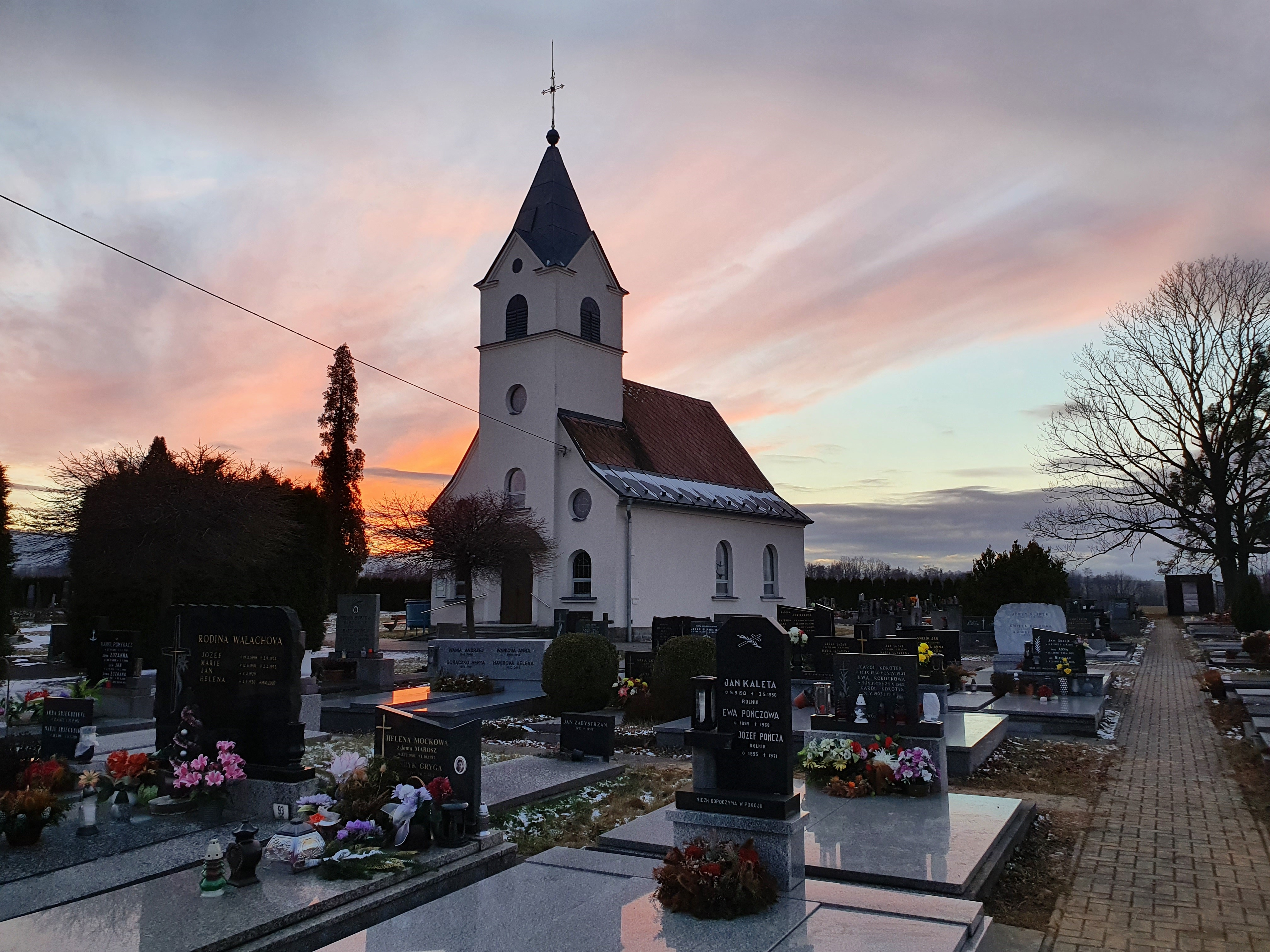
Cmentarz ewangelicki z kaplicą
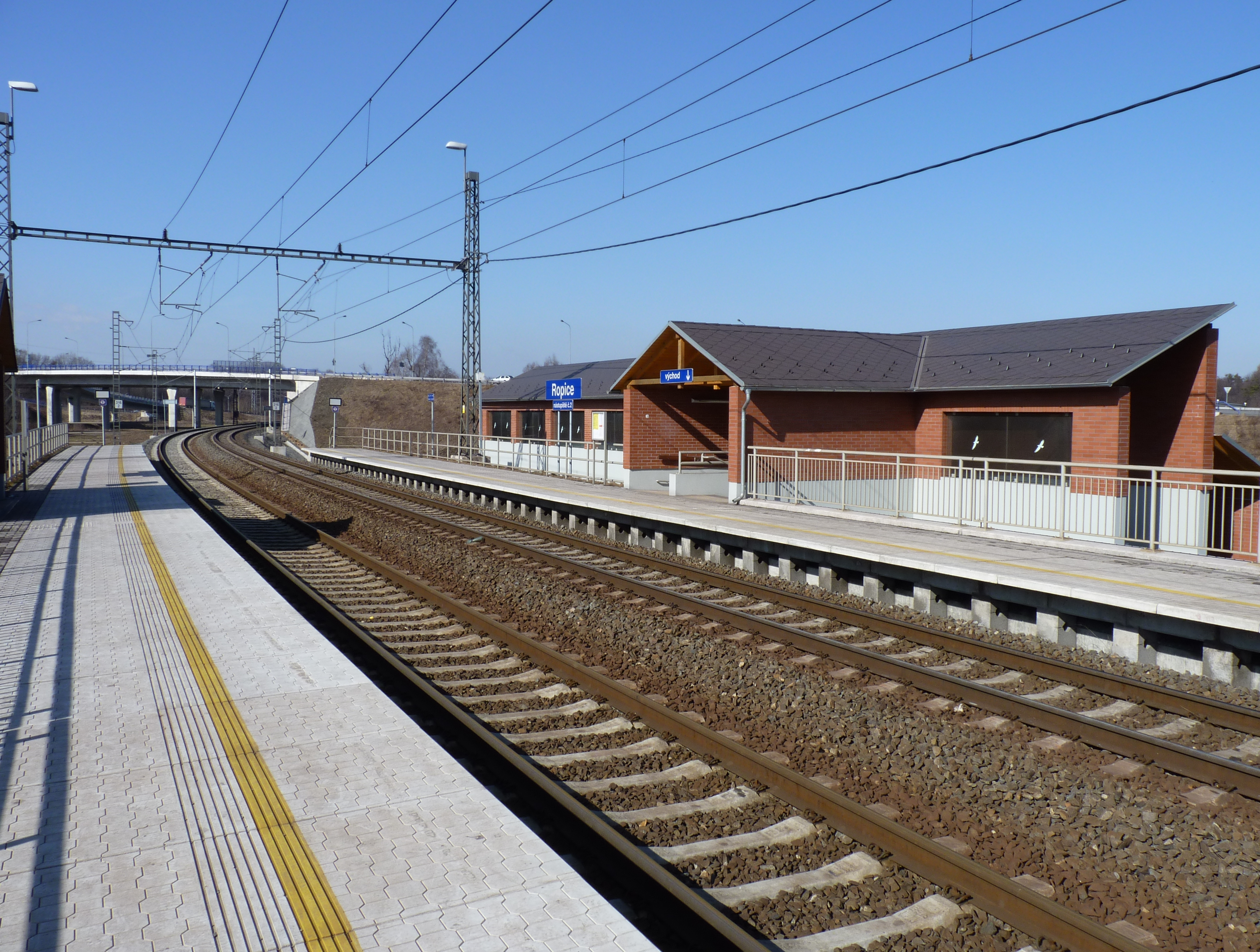
Jeden z przystanków kolejowych
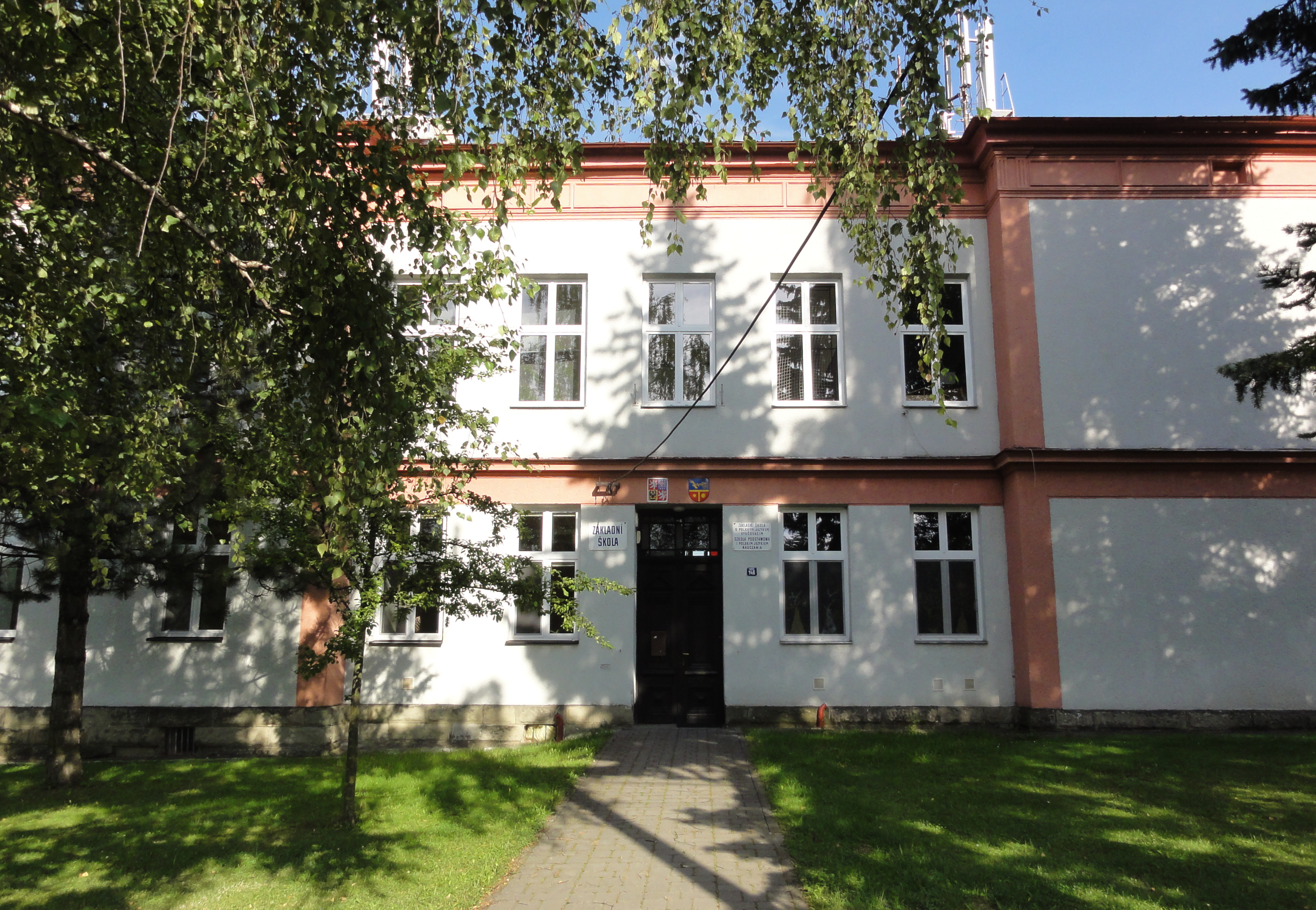
Szkoła podstawowa